# Nuraghe Traversa
Il Nuraghe Traversa è ubicato in territorio di Siligo, in località sa Marghinedda, su una collinetta da cui, sia a sud che a nord, si può controllare la valle sottostante.

## Descrizione
Si tratta di un protonuraghe dove vi è un unico corridoio che attraversa la massa muraria in senso longitudinale, rispetto all'ingresso. Il paramento murario è in opera poligonale.